# Bisdom São Carlos
Het bisdom São Carlos (Latijn: Dioecesis Sancti Caroli in Brasilia) is een rooms-katholiek bisdom met als zetel São Carlos, in Brazilië. Het bisdom is suffragaan aan het aartsbisdom Campinas.

## Geschiedenis
Het bisdom werd opgericht op 7 juni 1908, als bisdom São Carlos do Pinhal, uit delen van het aartsbisdom São Paulo, en was suffragaan van het aartsbisdom São Paulo. Op 25 november 1957 veranderde het van naam naar bisdom São Carlos. Op 19 april 1958 veranderde het van kerkprovincie en werd suffragaan aan het nieuw verheven aartsbisdom Campinas.

## Parochies
Het bisdom had in 2020 een oppervlakte van 13.064 km2 en telde 1.280.000 inwoners waarvan 67,7% rooms-katholiek was.

## Bisschoppen
- José Marcondes Homem de Melo (9 augustus 1908 - 15 oktober 1937; aartsbisschop op persoonlijke titel)
- Gastão Liberal Pinto (15 oktober 1937 - 24 oktober 1945; coadjutor sinds 24 maart 1934)
- Ruy Serra (13 februari 1948 - 19 september 1986)
- Constantino Amstalden (19 september 1986 - 25 oktober 1995; coadjutor sinds 11 maart 1971)
- Joviano de Lima Júnior (25 oktober 1995 - 5 april 2006)
  - Sérgio Aparecido Colombo (hulpbisschop: 10 oktober 2001 - 3 december 2003)
- Paulo Sérgio Machado (22 november 2006 - 16 december 2015)
  - Airton José dos Santos (apostolisch administrator: 16 december 2015 - 6 augustus 2016)
- Paulo Cezar Costa (22 juni 2016 - 21 oktober 2020)
  - Eduardo Malaspina (hulpbisschop: 7 maart 2018 - 28 december 2022; administrator: 14 december 2020 - 18 december 2021)
- Luiz Carlos Dias (20 oktober 2021 - heden)

Campinas (aartsbisdom) · Amparo · Bragança Paulista · Limeira · Piracicaba · São Carlos